# Llista Verda
Llista Verda va ser el nom que va adoptar una coalició electoral formada a Espanya per a presentar-se a les eleccions al Parlament Europeu de 1989. Els seus integrants eren Los Verdes, el representant a Espanya de l'Aliança Verda Europea, i tres petits partits ecologistes d'àmbit autonòmic que formaven part d'una confederació de partits verds regionals que no havien volgut integrar-se a Los Verdes: Els Verds Alternatius de Madrid, Partit Ecologista d'Euskadi i Alternativa Ecoloxista de Galícia. Aquests tres partits, juntament amb Alternativa Verda-MEC, de Catalunya, formaven aquesta confederació, la qual va signar un acord amb Los Verdes per a concórrer a les eleccions al Parlament Europeu del que Alternativa Verda es va despenjar finalment (acusant la Llista Verda de "mentalitat estatalista").
La coalició va rebre el suport d'alguns ecologistes històrics com Artemio Precioso (de Greenpeace) o Humberto da Cruz (Amics de la Terra).
La composició de la llista va ser acordada en una reunió celebrada el 9 d'abril d'aquell any a Salamanca. El nombre un va ser l'advocada gaditana Purificación González, membre de Los Verdes i fundadora de l'Associació Gaditana de Defensa de la Naturalesa (AGADEN). La seguien el professor Jorge Viver, d'Alternativa Ecoloxista de Galiza, l'objector de consciència lleonès Jose Manuel Fierro, empresonat per insubmissió a la presó militar d'Alcalá de Henares, i Rafael Guardo, pels Verds Alternatius de Madrid.
Llista Verda va haver de competir amb tres altres llistes que reclamaven l'etiqueta verda o ecologista: Els Verds Ecologistes, marca electoral sota la qual s'ocultava un moviment sectari, Vèrtex per a la Reivindicació del Desenvolupament Ecològic (V.E.R.D.E), un partit desconnectat del moviment ecologista que la seva llista la integraven en major part practicants de la "medicina natural" i Alternativa Verda-MEC, que no havia volgut unir-se a Llista Verda. La candidatura va obtenir un total de 164.524 (1,04%), sent la tretzena força política, sense obtenir representació (fou la segona llista més votada que es va quedar sense representació). Llista Verda va obtenir els seus millors resultats a Illes Balears (2.764 vots, 1,16% en la comunitat autònoma), Madrid (39.025 vots, 1,84%, on va ser la setena llista) i Navarra (2.741 vots, 1,2%).
Llista Verda havia estat la llista ecologista més votada arreu d'Espanya llevat a Balears, Canàries, Castella-la Manxa, País Valencià i País Basc, on va ser sobrepassada pels Verds Ecologistes, i Catalunya, on va ser sobrepassada tant per LVE com per Alternativa Verda.

## Resultats electorals
| Parlament Europeu |               |      |        |
| Any               | Vots          | %    | Escons |
| 1989              | 164.557 (#13) | 1,04 | 0 / 60 |